# Andy Green
Pour le sportif du même nom, voir Andy Green (baseball).
Pour les articles homonymes, voir Green.
Andy Green est un pilote de chasse britannique né le 30 juillet 1962 à Atherstone dans le Warwickshire, ayant grade de lieutenant-colonel  (Wing Commander) dans la Royal Air Force.
Il est qualifié pour voler sur F4 Phantom et Tornado F3, mais il est surtout connu pour être le premier à avoir franchi le mur du son à bord d'un véhicule terrestre, le Thrust SSC, le 15 octobre 1997, s'attribuant ainsi le record de vitesse terrestre.
La voiture de son autre record du monde, avec moteur diesel, est équipée de deux moteurs modifiés JCB 444 diesel suralimentés, utilisant un turbocompresseur afin de développer 750ch chacun. Un moteur entraîne les roues avant, et un autre les roues arrière. 
Il n'a aucun lien de parenté avec Tom Green, pilote du Wingfoot Express le 5 octobre 1964, date d'un précédent record mondial de vitesse, quelque 33 ans plus tôt.

## Records

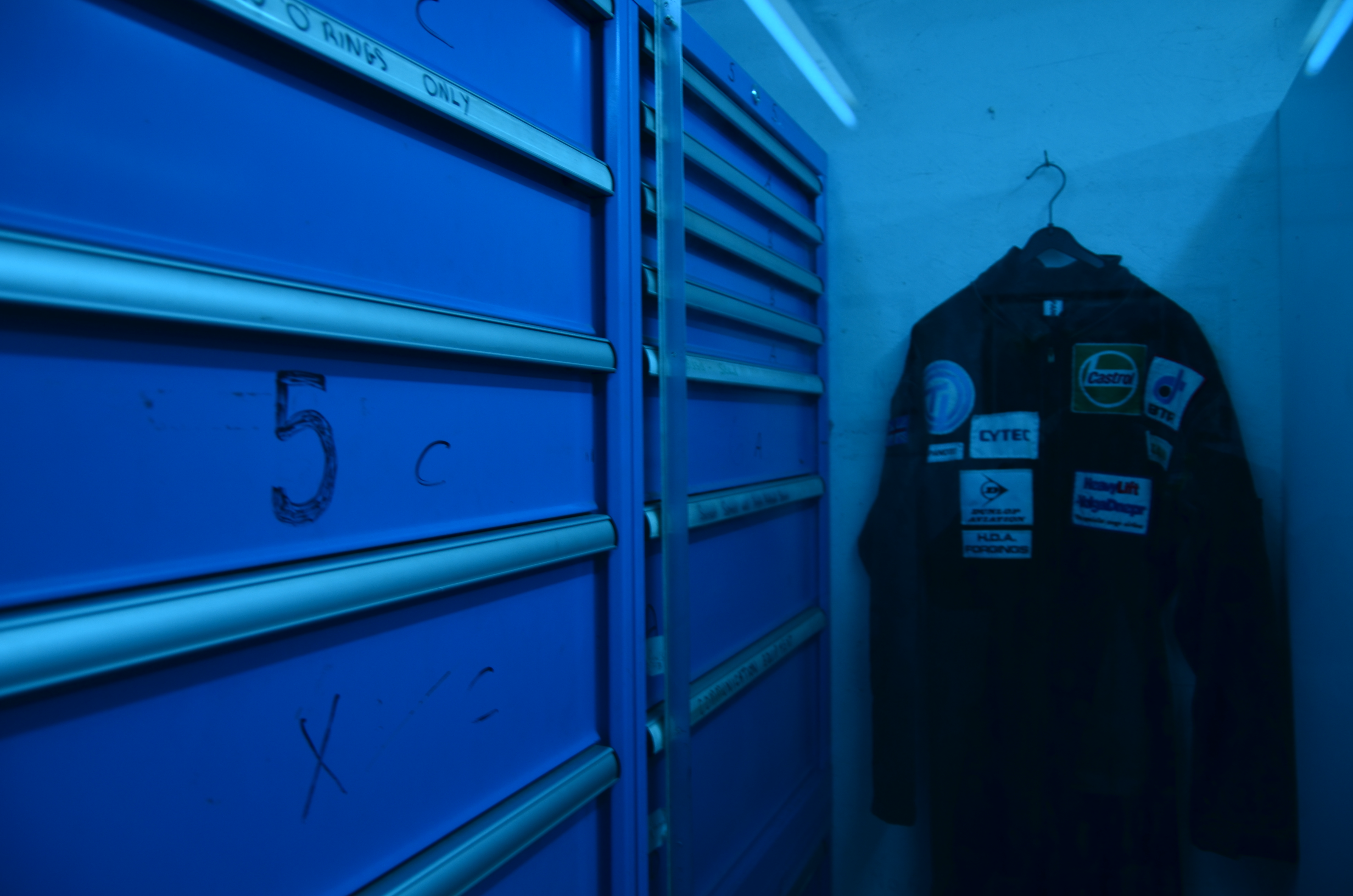
Combinaison d'Andy Green lors de son record de 1997 (Coventry Motor Museum).

À bord du véhicule supersonique ThrustSSC :
1. Le 25 septembre 1997, dans le désert de Black Rock aux États-Unis, il franchit 1 149,30 km/h.
2. Le 15 octobre 1997, au même endroit, il franchit 1 227,99 km/h et devient détenteur du record du monde de vitesse au sol.

À bord d'un véhicule diesel équipé du moteur JCB Dieselmax :
1. Le 22 août 2006, sur le lac salé de Bonneville Salt Flats aux États-Unis, il franchit 529 km/h.
2. Le lendemain, il franchit 563,418 km/h.

Projet :
1. Pilote du projet Bloodhound SSC, Andy Green vise un nouveau record de 1 000 mph, soit 1 609 km/h, dans un proche avenir[1].